# Placówka Straży Celnej „Zaręby I”

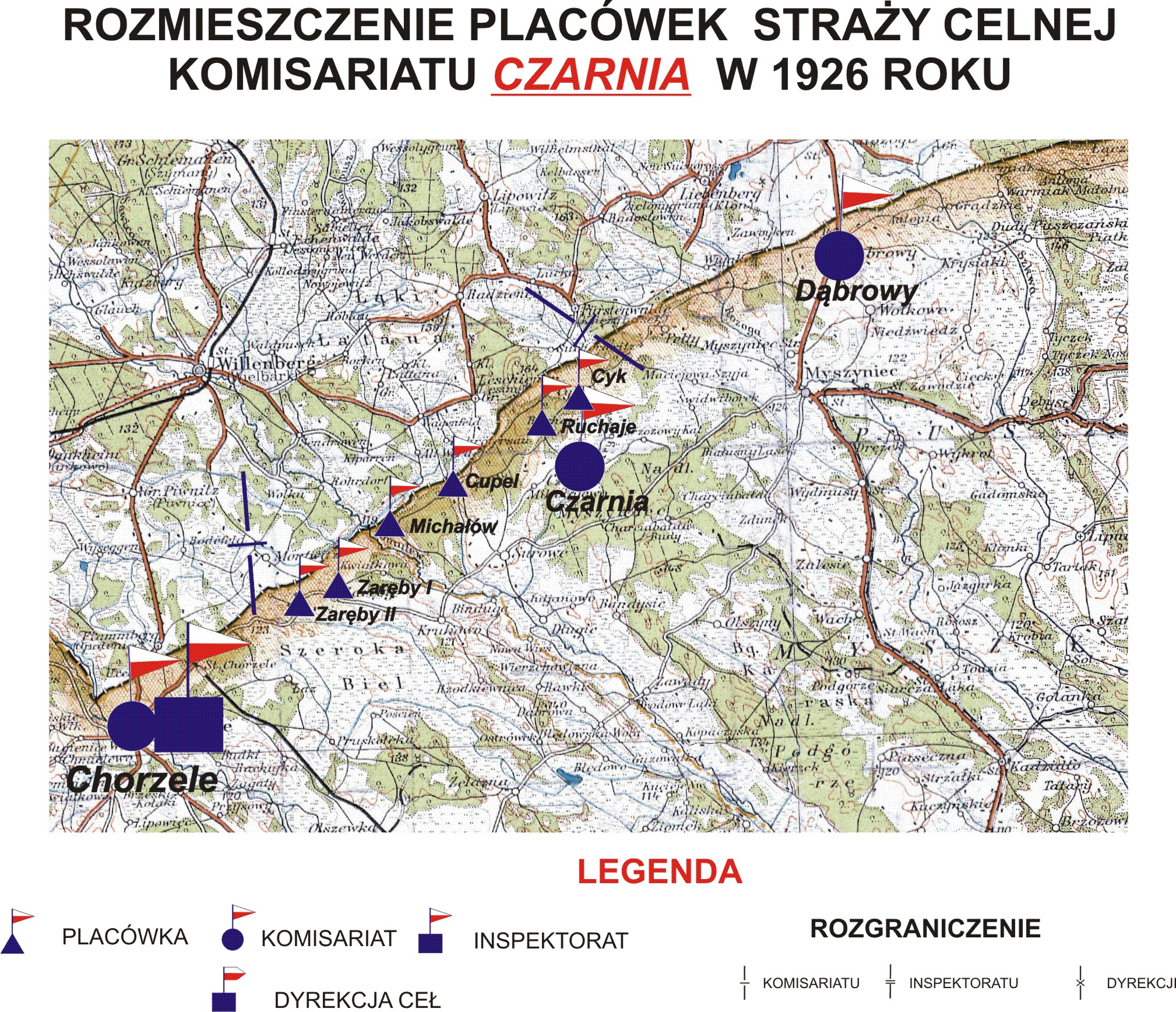
Rozmieszczenie placówek SC komisariatu "Czarnia" w 1926 roku

Placówka Straży Celnej „Zaręby I” – jednostka organizacyjna Straży Celnej pełniąca w okresie międzywojennym służbę ochronną na granicy polsko-niemieckiej.

## Formowanie i zmiany organizacyjne
Na wniosek Ministerstwa Skarbu, uchwałą z 10 marca 1920 roku, powołano do życia Straż Celną. Od połowy 1921 roku jednostki Straży Celnej rozpoczęły przejmowanie odcinków granicy od pododdziałów Batalionów Celnych. W 1921 roku w Chorzelach stacjonował sztab 3 kompanii 1 batalionu celnego. 3 kompania celna wystawiła między innymi placówkę w Zarębach. Proces tworzenia Straży Celnej trwał do końca 1922 roku. Placówka Straży Celnej „Zaręby I” weszła w podporządkowanie komisariatu Straży Celnej „Czarnia” z Inspektoratu SC „Chorzele”.
W drugiej połowie 1927 roku przystąpiono do gruntownej reorganizacji Straży Celnej. W praktyce skutkowało to rozwiązaniem tej formacji granicznej. Ochronę północnej, zachodniej i południowej granicy państwa przejęła powołana z dniem 2 kwietnia 1928 roku Straż Graniczna.
Rozkazem nr 1 z 12 marca 1928 roku w sprawach organizacji Mazowieckiego Inspektoratu Okręgowego Naczelny Inspektor Straży Celnej gen. bryg. Stefan Pasławski określił strukturę organizacyjną komisariatu SG „Myszyniec”. Placówka Straży Granicznej I linii „Zaręby” znalazła się w jego strukturze.

## Służba graniczna
Sąsiednie placówki
- placówka Straży Celnej „Michałów” ⇔ placówka Straży Celnej „Zaręby II” − 1926[9][10]

## Funkcjonariusze placówki
Kierownicy placówki
| stopień          | imię i nazwisko, numer   | okres pełnienia służby | kolejne stanowisko |
| ---------------- | ------------------------ | ---------------------- | ------------------ |
| starszy strażnik | Kazimierz Fabiński (412) | był w 1926             |                    |

Obsada personalna placówki w 1926:
- starszy strażnik Kazimierz Fabiński (412)
- strażnik Jan Grochowalski (437)
- strażnik Jan Borut-Borutto (442)
- strażnik Wincenty Słomkowski (448)